# Jesús H. Preciado
Jesús H. Preciado fue un militar y político mexicano, nacido en Guaymas, Sonora el 25 de diciembre de 1830, hijo de Don Victor Preciado y Doña Loreto Aguayo, que gozaban de buena posición en dicho puerto, Fue General del ejército Federal y Gobernador del Estado de Morelos. A los 15 años de edad en 1845, fue parte de la guardia nacional en la Batalla de Guaymas, siendo mayor su participación en la toma de Taxco, el Sitio de Oaxaca y la Batalla de San Lorenzo., la cual le ganó a la postre el grado de General de División.

## Gobernatura del Estado de Morelos
Protestó como Gobernador de Morelos el 19 de abril de 1885, permaneciendo por sucesivas reelecciones hasta el 6 de diciembre de 1894, fecha en que murió.
Durante su gestión se resolvieron problemas de límites con los estados de México, Puebla y el Distrito Federal, actuando como comisionado don Eugenio J. Cañas. 
Se expidieron leyes orgánicas de instrucción primaria y el Código de Procedimientos Penales. 
Se declaró monumento la habitación de don Mariano Matamoros en Jantetelco. 
Se inauguraron la biblioteca pública de Cuernavaca en los altos del teatro Porfirio Díaz y el reloj que se encuentra en la torre de la capilla de Guadalupe, en Cuernavaca. 
El 23 de junio de 1891 se erige la Diócesis de Cuernavaca que comprendió todo el estado de Morelos. 
En su Administración, Cuernavaca recibió a fines de noviembre de 1897 la primera locomotora del ferrocarril de México-Cuernavaca.
Adquirió "El Kiosko" que se encuentra en el Jardín Juárez, el cual fue traído desde Inglaterra y fue diseñado por el arquitecto Gustave Eiffel a finales del siglo XIX. 